# Pardosa olympica
Pardosa olympica là một loài nhện trong họ Lycosidae.
Loài này thuộc chi Pardosa. Pardosa olympica được Tongiorgi miêu tả năm 1966.